# Salamrojo
Salamrojo is een bestuurslaag in het regentschap Nganjuk van de provincie Oost-Java, Indonesië. Salamrojo telt 2777 inwoners (volkstelling 2010).